# Hausspruch

Dies Haus ist mein und doch nicht mein
Dem’s vor mir war, war’s auch nicht sein
Er ging hinaus, ich ging hinein
Nach meinem Tod wird’s auch so sein.

Ein Hausspruch, auch als Spruchinschrift bezeichnet, ist eine durch bestimmte Wesensmerkmale gekennzeichnete Art von Hausinschrift, die an der Fassade von Gebäuden angebracht ist. Anders als in Bauinschriften oder reinen Bausprüchen beinhalten Haussprüche vom Baugeschehen unabhängige Themen, dies belegen entsprechende volkskundliche Untersuchungen des Vincke-Hausinschriften-Kreises. Öfter bekundet der Bauherr darin auch einmal seine Lebenseinstellung. Viele alte Fachwerkhäuser tragen solche in einen Holzbalken geschnitzte Haussprüche über dem Eingang oder über den Toröffnungen alter Scheunen in Form von Bibelsprüchen, Segenswünschen, Mahnworten, Neidaussagen oder Ähnlichem mehr.

## Entstehung
Haussprüche – wie auch Hausinschriften – finden sich häufiger in Gegenden, in denen Häuser in Holzbauweise, wie Fachwerk, errichtet wurden. Das liegt daran, dass sich Inschriften leichter in Holz einschneiden lassen als in Stein einmeißeln. Diese Tradition gab es im deutschen Sprachraum während des frühen Mittelalters bei der Entstehung von Städten. Dabei wurden an Kirchen und öffentlichen Gebäude Inschriften in Latein angebracht, die aber nur einer Minderheit verständlich waren. Mit dem ausgehenden Mittelalter entstand in Deutschland eine regelrechte Hausinschriftenkultur. Seither wurden die Inschriften in Deutsch geschrieben. Daher sind sie heute noch gut lesbar und verständlich, da die Sprüche auch schon seit dem 16. Jahrhundert in der noch heute üblichen Lateinischen Schrift geschrieben wurden. Ihre Blüte erlebten sie ab dem 16. Jahrhundert. Abschluss der Entwicklung war das Ende vom Bau von Fachwerkhäusern im 19. Jahrhundert. Haussprüche waren fast ein halbes Jahrtausend lang ein Brauch, dem sich kaum ein Hausbauer entziehen konnte.
Neben dem Hausspruch gibt es auch andere Arten von Hausinschriften. So enthalten Bauinschriften und Bausprüche Angaben zum Bau bzw. kommentieren diesen. Zur Hausinschrift gehören auch die Zeichen und Symbole.

## Zweck
Die Tradition, Gebäude an den Hauptöffnungen (Eingang, Einfahrt, Ausgang) mit Inschriften zu versehen, steht nicht im Zusammenhang mit den Weihesprüchen der Römer. Die Entstehung einer Hausinschriftenkultur im deutschen Sprachraum scheint vielmehr heidnischen Ursprungs zu sein und war aus Sicht der Hausinschriftenforschung ursprünglich wohl Ausdruck eines Schutzverlangens. Der Hausspruch hatte dekorativen Charakter, da er regelmäßig an einer von der Straße gut sichtbaren Stelle der Hausfassade angebracht wurde. Absicht war es, den Betrachter zum Lesen zu bewegen und über den Spruch nachzudenken. Der Hausspruch ist aber vor allem ein persönliches Bekenntnis, bei dem der Verfasser anderen seine Lebensdevise und seine Lebenserfahrung mitteilt. Ein versteckter Zweck der Hausinschrift bestand auch darin, das Gebäude (und seinen Besitzer oder Erbauer) zu würdigen. So wurden in der Bauinschrift neben dem Baujahr sehr oft der Name des Hauserbauers und seiner Ehefrau genannt.
In Haussprüchen fanden auch besondere Ereignisse, wie Kriege, Hungersnöte, Überschwemmungen und Seuchen, ihren Niederschlag. Es überwiegen jedoch die Sprüche mit religiösen Charakter, die eine tiefe Gläubigkeit und Gottergebenheit der Bewohner ausdrücken. Bei heutigen Restaurierungen von alten (Fachwerk-)Gebäuden werden die früheren Haussprüche meist wieder hergestellt und farblich ausgemalt.

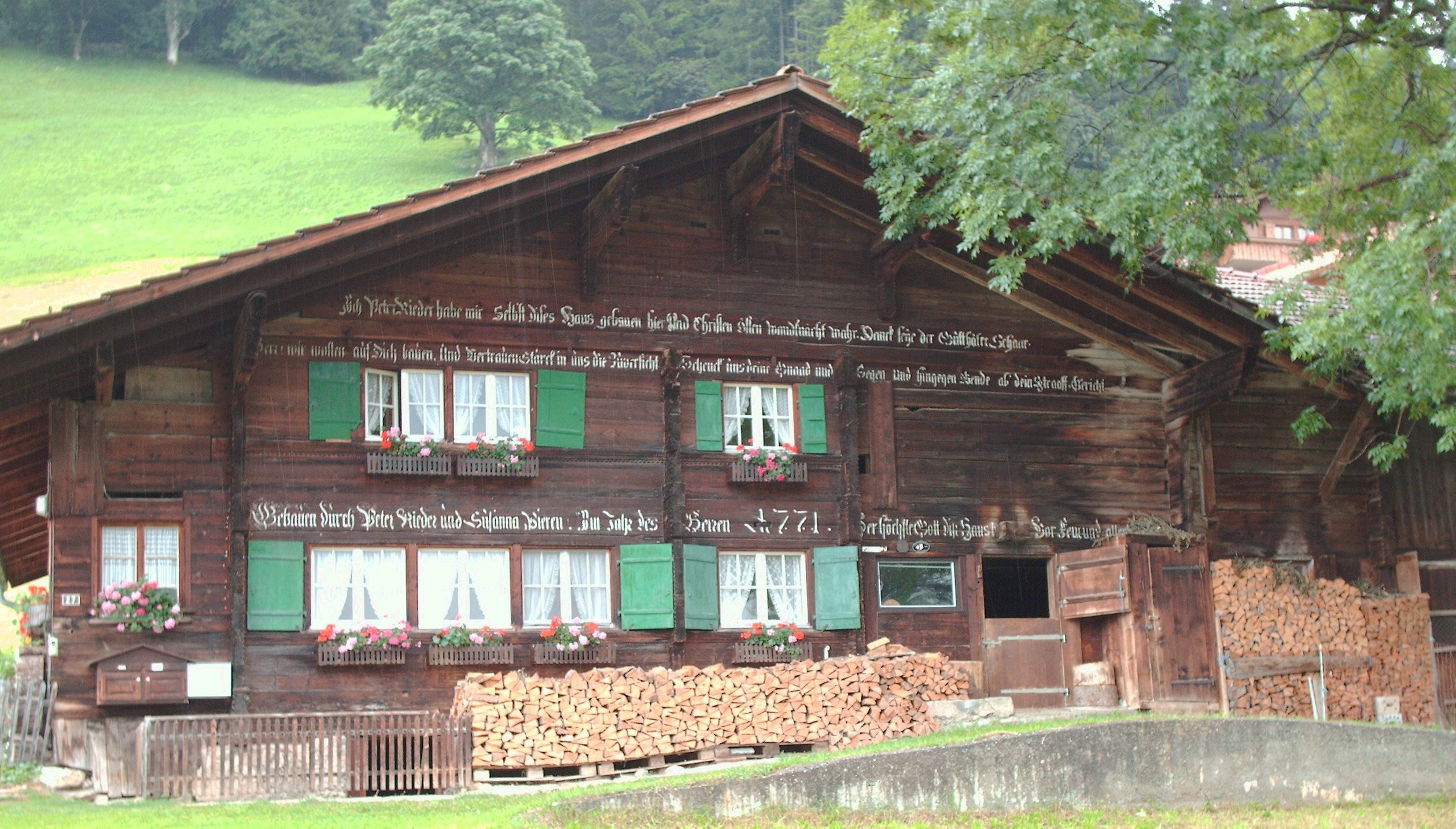
Frutighaus im schweizerischen Adelboden mit Hausspruch und Bauinschrift

## Themengruppen
Ein Hausspruch artikuliert und enthält:
- Schutzanliegen
- Gottvertrauen
- Lobsprüche
- Tugendsprüche
- allgemeine Weisheiten
- Neidsprüche
- Brandinschriften
- historische Inschriften
- Rätsel
- Chronogramme

Beispiele:
- Der Segen des Herrn machet reich ohne Mühe und Arbeit
- Gott bewahre dieses Haus und alle, die da gehen ein und aus
- Ich baue nicht aus Lust und Pracht, Die Not hat mich dazu gebracht
- Es ist nichts so schön gemacht, So kommt doch einer, der’s veracht’
- Wer Gott vertraut, hat wohl gebaut im Himmel und auf Erden
- Anno 1284.

Am Dage Johannis et Pauli
War der 26. Junii
Durch einen Pieper mit allerly Farve bekledet
Gewesen CXXX Kinder verledet
Binnen Hameln geboren
To Calverie bi den Koppen verloren
Hausspruch des oben abgebildeten Frutighauses:
Herr, wir wollen auf dich hören und vertrauen, stärke in uns die Zuversicht
Schenk uns deine Gnad und Segen und hingegen wende ab dein Straaff Gericht
Ich, Peter Rieder habe mir selbst gebauen dies Haus hier.
Gebauen durch Peter Rieder und Susanna Pieren im Jahre des Herrn 1771
Der höchste Gott dies Haus vor Feuer und ... (nicht lesbar)

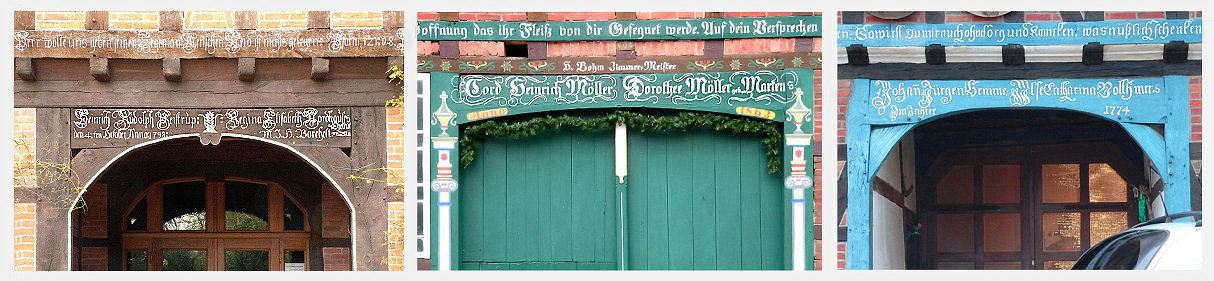
Toreinfahrten mit Erbauerangaben und Haussprüchen an alten Hallenhäusern in der Wedemark nördlich von Hannover

Fast obligatorisch sind Haussprüche am Giebel von Hallenhäusern, volkstümlich als Niedersachsenhaus bezeichnet, zu finden. Sie befinden sich meist am Hauptbalken über der Toreinfahrt.
Beim Frutighaus im Berner Oberland in der Schweiz gehört der (praktisch immer religiöse) Hausspruch bis heute zur Baukultur.